# Bricqueville-sur-Mer
Bricqueville-sur-Mer – miejscowość i gmina we Francji, w regionie Normandia, w departamencie Manche.
Według danych na rok 1990 gminę zamieszkiwało 810 osób, a gęstość zaludnienia wynosiła 63 osoby/km² (wśród 1815 gmin Dolnej Normandii Bricqueville-sur-Mer plasuje się na 282. miejscu pod względem liczby ludności, natomiast pod względem powierzchni na miejscu 332.).